# La lady Jane
La lady Jane (títol original en anglès, My Lady Jane) és una sèrie de televisió de fantasia històrica feta per a Amazon Prime Video protagonitzada per Emily Bader com a personatge principal. Produïda per MacDonald & Parkes, la sèrie està adaptada per Gemma Burgess a partir d'una novel·la de Jodi Meadows, Brodi Ashton i Cynthia Hand que va oferir una reinterpretació fantàstica de la vida de lady Jane Gray. S'ha subtitulat al català.
La sèrie està basada en les novel·les històriques per a joves adults de Brodi Ashton, Cynthia Hand i Jodi Meadows. La productora Parkes & MacDonald es va encarregar la sèrie amb Gemma Burgess i Meredith Glynn com a coproductores creadores i productores executives, i Jamie Babbit dirigint el pilot i sent la productora executiva, mentre que Sarah Bradshaw i Laurie MacDonald en són les productores executives. Es van encarregar vuit episodis per a la primera temporada de la sèrie. El novembre de 2022 es va anunciar que Anna Chancellor, Rob Brydon, Dominic Cooper i Jim Broadbent interpretarien papers secundaris com a aristòcrates.
El rodatge es va dur a terme al Regne Unit el 2022 abans de l'estrena prevista per a finals del 2023. El novembre de 2022, es va informar de la filmació a Great Chalfield Manor, fent de la residència dels Greys, Bradgate House, i el castell de Herstmonceux a East Sussex, simbolitzant el palau de Hampton Court. El dissenyador de producció Will Hughes-Jones inicialment tenia la intenció d'utilitzar l'autèntic Hampton Court, però va trobar que la seva arquitectura havia evolucionat massa des del segle XVI, mentre que Herstmonceux "sembla més a Hampton Court en aquell moment que no pas ara". Així i tot, els terrenys de Hampton Court es van utilitzar a la sèrie per a escenes a l'aire lliure. Hughes-Jones va seleccionar el castell de Broughton per a la residència dels Dudley. Altres punts de rodatge van ser el castell de Dover, el Dorney Court, la Hatfield House, Ashridge, el Museu a l'aire lliure de Chiltern, el Langley Park, l'església de Sant Bartomeu el Gran de Londres, l'església de santa Eteldreda de Hatfield i la Crossways Farm.
La sèrie es va projectar per primer cop al Festival de Cinema de Tribeca el 12 de juny de 2024 i es va emetre a Amazon Prime Video el 27 de juny de 2024.